# Pura vida (álbum de Hamlet)
Pura Vida es el nombre del octavo disco del grupo Hamlet lanzado en 2006. La banda gana fuerza respecto al anterior, pero sigue con el sonido escuchado en Syberia. Se trata del último disco con el guitarrista Pedro Sánchez.

## Canciones
- Todas las canciones están escritas por J. Molly y L. Tárraga.

1. Arruinando nuestra vida - 4:14
2. El Diablo - 3:45
3. En mi nombre - 3:30
4. Bajo su cuerpo - 4:10
5. Fronteras de tu mente - 3:21
6. Salva mi honor - 4:40
7. Acaba con el poder - 3:33
8. Vanidad - 4:00
9. Único plan - 3:02
10. Miénteme - 5:06

## Miembros
- José Molinero "J. Molly" - Voz
- Luis Tárraga - Guitarra solista
- Pedro Sánchez - Guitarra rítmica
- Álvaro Tenorio - Bajo
- Paco Sánchez - Batería